# Sontaran
Los sontarans son una raza humanoide extraterrestre de ficción de la serie británica de ciencia ficción Doctor Who que también aparece en su spin-off The Sarah Jane Adventures. Fueron creados por el escritor Robert Holmes.

## Cultura
Los sontarans son una raza de humanoides de constitución bajita pero fornida, piel verde marronácea y una característica cabeza aplastada. Además, solo tienen tres dedos en cada mano. Sus músculos especiales están diseñados para soportar el peso más que para hacer fuerza, por el gran índice de gravedad de su planeta natal, Sontar. Ross Jenkins en La estratagema Sontaran describe a un sontaran como que parece «una patata al horno parlante», pero el Doctor defiende a los sontarans diciendo que, para ellos, él parece una comadreja rosa. Los sontarans vienen de un planeta grande y denso llamado Sontar en «el brazo más al sur de la espiral de la galaxia» que tiene un campo gravitacional muy grande, lo que explica su forma compacta. También son mucho más fuertes que los humanos y, en la serie moderna, son más bajitos que un varón de talla media.
Los sontarans tienen una cultura extremadamente militarista; cada aspecto de su sociedad está dirigido a la guerra, y cada experiencia se ve en términos de su relevancia marcial. En The Sontaran Experiment, el Cuarto Doctor comenta que «los sontarans nunca harían nada sin un motivo militar». De hecho, morir heroicamente en batalla es su objetivo final. Aparte de un cántico ritual en La estratagema Sontaran / El cielo envenenado, nunca se les ve en ninguna actividad que pueda considerarse recreativa, aunque algunos comentarios de pasada del comandante Skorr en El cielo envenenado sugieren que consideran la caza como un deporte (según su creador Robert Holmes, los sontarans tienen una cultura artística muy desarrollada, pero la han puesto en suspenso mientras dure su guerra).
Los sontarans que aparecen en la serie tienen personalidades presumidas y desprendidas, y un sentido del honor muy desarrollado; en múltiples ocasiones, el Doctor ha usado el conocimiento del orgullo de su especie para manipularles. Sin embargo, en La estratagema Sontaran, el Doctor se refirió a ellos como «los soldados más perfectos de la galaxia».
Aunque son físicamente formidables, el punto débil de los sontaran es el respiradero próbico que tienen en la nuca, a través del cual obtienen su nutrientes. También es parte de su proceso de clonación. Les sirve de incentivo para seguir avanzando en batalla, ya que una retirada expondría esta zona a sus enemigos. Han sido asesinados atacando esa zona con un cuchillo (The Invasion of Time), un destornillador, y una flecha (The Time Warrior). Incluso algo tan simple como una pelota de squash dirigida a ese punto (La estratagema Sontaran) o la suela de un zapato (The Last Sontaran) puede incapacitarles temporalmente. También son vulnerables al «ácido corónico» (The Two Doctors). Aunque los sontarans llevan sus yelmos protectores en batalla, luchar sin ellos o «a piel desnuda» es un honor para ellos.
En el episodio El cielo envenenado, se revela que el Imperio sontaran lleva en guerra con el Rutan Host desde hace más de 50.000 años, y que alrededor de 2008 están perdiendo. Sin embargo, la guerra sigue adelante al menos 20.000 años más tarde en el serial The Sontaran Experiment.
Todos los sontarans de la serie de televisión tienen nombres monosilábicos, muchos comenzando con el sonido «st» (por ejemplo, Styre, Stor, Stike, Staal, Skorr, Stark y Strax; excepciones son Linx, Varl, Jask y Kaagh). Las subdivisiones mencionadas en la serie incluyen el asentamiento de reconocimiento militar G3 y el Gran Consejo de Estrategia, el Noveno Grupo de Batalla Sontaran, la Quinta Flota de Armada Espacial de la Armada de Cuerpos Espaciales Sontaran, y la Décima Flota de Batalla Sontaran. Entre sus títulos militares incluyen el de Comandante, Marshal de Grupo, Mayor de Campo, y General. Entre sus agnomen se incluyen el Invicto, el Sangrador, el Vengador y el Asesino.
Los recién casados Martha Jones y Mickey Smith aparecen perseguidos por un francotirador sontaran en el último serial del Décimo Doctor, El fin del tiempo, por razones desconocidas. El Doctor, al borde de la regeneración, le deja fuera de combate dándole con un mazo en el respiradero próbico.
Un sontaran, el comandante Strax, aparece en Un hombre bueno va a la guerra, pero como aliado del Undécimo Doctor. Strax fue condenado a trabajar como enfermero de batalla (un castigo que al parecer fue ideado por el mismo Doctor) para restaurar el honor de su lote de clonación. Strax expresaba irritación por su tarea en la batalla de Zaruthstra en el siglo XLI tras ayudar a curar a un niño herido, diciendo que era "el castigo más grave que un sontaran puede sufrir: ayudar a los débiles y enfermos". Se mostró desilusionado por la gloria de la muerte en combate tras ser herido mortalmente mientras luchaba contra los Monjes sin Cabeza en la Batalla de la Huida del Diablo, y corrigió a su colega enfermero Rory Williams cuando el acompañante le llamó guerrero, diciéndole "Yo soy enfermero". Strax sería posteriormente resucitado con métodos desconocidos y volvería a aparecer en los episodios El gran Detective y Los hombres de nieve, como aliado del Undécimo Doctor, en grupo con Madame Vastra y Jenny.

## Reproducción
Los Sontarans no se reproducen sexualmente, sino por clonación, y así la mayoría son extremadamente similares en apariencia. Los personajes humanos en The Sontaran Experiment y La estratagema Sontaran comentan lo mucho que se parecen unos y otros; sin embargo, hay que señalar que su altura, tono de piel, facciones, voz y acento, pelo, dientes, e incluso el número de dedos, han variado de historia en historia, incluso dentro de una misma historia. Cuando Luke Rattigan pregunta cómo se diferencian unos de otros en La estratagema sontaran, el general Staal dice que lo mismo podría decirse de los humanos.
En The Time Warrior, Linx dice que «en la academia militar Sontaran tenemos eclosiones de millones de cadetes en cada desfile». El Doctor también comenta en The Invasion of Time que los sontarans pueden clonarse masivamente a velocidades de un millón de embriones por minuto. Después, los clones solo necesitan diez minutos para hacerse adultos. Cuando un sontaran alcanza la madurez, bajo el cargo del Alto Comandante Sontaran, cada guerrero recibe inmediatamente un rango y es enviado a una misión de batalla. Desde el día uno, los sontarans luchan.
Como los Sontarans se reproducen asexualmente, todos los Sontarans de la serie son de un único género (masculino). El general Staal comenta que «las palabras son armas de mujeres» y que el clon de Martha Jones se desenvolvía bien «para ser una mujer». Estas son sus opiniones respecto a la desigualdad de sexo en otras especies. Y esto ejemplariza el trato Sontaran: Solo les interesan los luchadores más fuertes en cualquier grupo o raza. En The Time Warrior, cuando Linx examina a Sarah Jane, comenta cómo el sistema de reproducción humana es «ineficiente» y que los humanos «deberían cambiarlo».
En La estratagema sontaran, los sontarans aparecen creando clones humanos haciéndolos crecer en cubas de líquido verde. Enemy of the Bane confirma que los Sontaran se clonan de la misma forma. En un clon humano, el cordón umbilical corresponde con el respiradero próbico de la nuca de los Sontarans, sugiriendo que este no se diferencia mucho del ombligo humano, aunque claramente es más complejo.

## Tecnología
El Décimo Campo de Batalla Sontaran en la nueva serie consiste en una nave de comando y un número de cápsulas que se mueven en posición cuando entran en estado de batalla. Las naves sontarans son invulnerables a misiles nucleares. En la serie clásica y nueva, los sontarans usan cápsulas esféricas o semiesféricas individuales. Cada cápsula es lo suficientemente pequeña para evitar la detección de un radar, y la pilota un solo sontaran. The Invasion of Time introdujo un portanaves rojo que apareció brevemente en el escáner de la TARDIS. La estratagema sontaran introdujo una enorme nave nodriza desde la que se originaban las cápsulas pequeñas. El Doctor nota que una sola nave es suficiente para borrar la Tierra por completo del mapa.
Los sontarans tienen una gran variedad de armas. Su arma principal es una pequeña barra con dos asas y un desatascador en un extremo que le da aspecto de jeringuilla. Está hecho así para que puedan sujetarlo y dispararlo con sus tres dedos. Lo llaman bastón de contoneo - dispara un rayo desactivador que puede dejar a una persona indefensa temporalmente y emite un pulso de energía que puede reparar sistemas como el teletransportador. El bastón ha aparecido en todas las historias sontarans salvo The Sontaran Experiment. Cuando el comandante Linx lo usó por primera vez en The Time Warrior, muestra la habilidad de lanzar un rayo que puede desarmar golpeando el arma de la mano del atacante, hipnotizar, atravesar madera y matar.
En The Sontaran Experiment, el Mayor de Campo Styre en su lugar usó una pequeña pistola láser roja que solo mataba (aunque no mató al Doctor por una placa de metal que llevaba en el bolsillo). The Invasion of Time recuperó el bastón una vez más, pero en el episodio seis un soldado sontaran usa un pequeño rifle láser negro para intentar quemar la cerradura de la puerta de la TARDIS. The Two Doctors introdujo un arma llamada Pistola Mesón, un enorme rifle de plata con un tanque de combustible rojo en el centro que es utilizada por el Marshal Stike y Varl en el episodio tres. Parece una clase de lanzallamas, al soltar fuego brevemente. Stike también lleva una porra.
No sería hasta La estratagema sontaran que el general Staal mostrara que la porra puede lanzar rayos naranjas que pueden aturdir al objetivo. En El cielo envenenado, el comandante Skorr y sus tropas llevan rifles láser a la batalla. Estos rifles son un arma del Décimo Campo de Batalla Sontaran. Cada rifle tiene un rayo láser que mata al instante y está diseñado con un gatillo para tres dedos. En The Invasion of Time, su armadura se muestra resistente a las armas de los Señores del Tiempo y K-9. Sin embargo, es vulnerable a las armas de fuego cotidianas de los humanos en El cielo humano, pero los sontarans en ese episodio usan una señal que provoca que los casquillos de cobre de las balas se expandan, encasquillando las armas de fuego. Las tropas de UNIT corrigen esto usando balas con casquillos de acero.
La historia de The Sarah Jane Adventures The Last Sontaran mostró aún más avances tecnológicos de los sontarans modernos. El comandante Kaagh, un piloto superviviente del Décimo Campo de Batalla Sontaran, tenía una armadura algo diferente por pertenecer a las fuerzas especiales. Su traje no tenía guantes, con lo que se le veían las manos. Y en su brazo izquierdo tenía un panel de control para el traje y la nave. Su yelmo podía levantarse y retraerse y su traje y naves tenían dispositivos de camuflaje, haciéndolos invisibles. Mientras los soldados de la décima flota estaban armados con rifles, Kaagh tenía una carabina láser más pequeñas. En lugar de hipnotizar a los humanos (como Sarah señaló que solían hacer), en su lugar Kaagh usó dispositivos de control neuronal conectados a los cuellos de sus agentes humanos. Una luz roja parpadeaba cuando funcionaba, y Kaagh podía activarlos y desactivarlos a voluntad con su panel de control.

## Apariciones
Los sontarans hicieron su primera aparición en el serial de 1973 The Time Warrior, de Robert Holmes, donde un sontaran llamado Linx está atrapado en la Edad Media. Otro sontaran llamado Styre aparece en The Sontaran Experiment, experimentando con astronautas capturados en la Tierra del futuro. Volverán a aparecer en The Invasion of Time, donde logran invadir Gallifrey con éxito, pero son expulsados de nuevo en menos de un día. Aparecen por última vez en la serie clásica en The Two Doctors. Aunque nunca aparecen juntos en pantalla, hacen referencia al Ejército Rutan, una raza igualmente militar con la que los sontarans llevan en guerra miles de años. Los rutans aparecen en el serial Horror of Fang Rock.
Los sontarans volvieron en la nueva serie en la cuarta temporada de 2008, en los episodios La estratagema Sontaran y El cielo envenenado, dirigidos por el General Staal (Christopher Ryan) de la Décima Flota de Batalla Sontaran.
El diseño del sontaran se actualizó para la nueva serie, aunque no hubo cambios drásticos. En esta historia, los sontarans, que revelan que fueron excluidos de la Guerra del Tiempo, son derrotados por el Décimo Doctor (David Tennant), que frustra sus planes de convertir la Tierra en otro de sus planetas de clonación. En Gira a la izquierda se muestran los mismos eventos en un universo paralelo, donde el diálogo muestra que el plan fue frustrado por el instituto Torchwood, con el coste de sus propias vidas y el líder de Torchwood, Jack Harkness, capturado por los sontarans. En La Tierra robada se revela que UNIT ha estado experimentando con la tecnología de teletransporte sontaran en lo que llaman Proyecto Índigo. Un superviviente solitario de El cielo envenenado, Kaagh (Anthony O'Donnell), aparece en The Last Sontaran, del spin-off The Sarah Jane Adventures. Kaagh aparece también en Enemy of the Bane. En la segunda parte de El fin del tiempo de 2010, un francotirador sontaran aparece brevemente persiguiendo a los antiguos acompañantes del Doctor Mickey Smith (Noel Clarke) y su esposa Martha Jones (Freema Agyeman), pero es derrotado por el Doctor antes de que pueda asesinarlos.
En la quinta temporada de 2010, aparecen cuatro flotas de batalla sontarans en La Pandórica se abre como parte de una alianza de los enemigos del Doctor que pretenden atrapar al Undécimo Doctor (Matt Smith) para supuestamente evitar el fin del universo. En Un hombre bueno va a la guerra (2011), el Doctor pide los servicios de un enfermero solitario sontaran llamado Strax que ha recibido ese trabajo como penitencia. Strax lucha con el Doctor y sus aliados, incluyendo a la guerrera Silurian Vastra (Neve McIntosh) y su esposa Jenny (Catrin Stewart) antes de morir. Strax reaparece en El Gran Detective y Los hombres de nieve (2013), donde el Doctor dice que le han resucitado. Ya no es enfermero, sino que sirve de mayordomo de Vastra y Jenny, y les ayuda en su trabajo como detectives en la Inglaterra victoriana.